# 鈴木貢父
鈴木 貢父（すずき こうふ）は、江戸時代中期から後期にかけての陸奥盛岡藩士。本道御医師弐人扶持。諱は歛、通称は新蔵。

## 略歴
享保17年（1732年）8月6日、陸奥八戸藩領葛巻村（現・岩手県岩手郡葛巻町）に鈴木助十郎繁懿の六男として生まれる。生家は江梨鈴木氏一族の鈴木繁氏を祖とする鈴木家で、長兄の喜右ヱ門某の次男には江戸南八丁堀に住み書道で名声を得た鈴木耕水がいる。初め主税、後に新蔵と称し、貢父はその号である。
初め清水良庵の弟子となり医学と儒学を学んだが、この際に香川南洋の著書に感動し、宝暦12年（1762年）に京都へ遊学して南洋の教えを受け、南洋から「吾門之模範也」と称えられた。また伊藤東涯のもとで儒学も学んだ。
その名を聞いた八戸侯（八戸藩主）から招かれ帰郷した後、盛岡府下に居を移して盛岡藩主に拝謁し、寛政8年（1796年）から盛岡藩に初の儒医（儒学者と藩医を兼ねる）として仕えた。師の南洋に習い束髪帯刀姿とし、医学の専門家として本道（内科）を得意とした。著書に『治国法言』『儒医苗字帯刀御免創始由来記』『学古堂養生嚮方録』『学古堂傷寒臆』などがあり、政治に関心があった。前妻に三好氏、後妻に遠藤氏があり、子は三好氏との間に一男三女があったが男子と長女は夭逝し、宍泉山定皎の子・重之が養子として跡を継いだ。
文化5年（1808年）8月22日に77歳で病没し、盛岡市の報恩寺に葬られた。